# Сійка Келбечева
Сійка Тодорова Келбечева (болг. Сийка Тодорова Келбечева), після одруження Барбулова (болг. Барбулова; нар. 1 грудня 1951, Рудозем) — болгарська спортсменка, академічна веслувальниця, чемпіонка і бронзова призерка Олімпійських ігор з академічного веслування в двійці розпашній без стернового.

## Спортивна кар'єра
1973 року на чемпіонаті Європи в Москві Келбечева у складі болгарської команди в змаганнях четвірок розпашних і вісімок розпашних була п'ятою.
1975 року на чемпіонаті світу в Ноттінгемі Келбечева з подругою по команді Стоянкою Груйчевою стала четвертою в змаганнях двійок розпашних без стернового.
На Олімпійських іграх 1976 разом з Стоянкою Груйчевою стала чемпіонкою в змаганнях двійок розпашних. 
Після Олімпіади 1976 Сійка народила дитину і повернулася до тренувань за рік до Олімпійських ігор 1980.
На Олімпійських іграх 1980, за відсутності на Олімпіаді через бойкот ряду команд західних та ісламських країн, Сійка Барбулова разом з Стоянкою Груйчевою у складі двійки розпашної у фінальному заїзді прийшла до фінішу третьою, завоювавши разом з подругою бронзову нагороду.
Завершивши спортивну кар'єру, Барбулова закінчила Національну спортивну академію і працювала тренером з веслування в клубі «Тракія» в Пловдиві, в якому розпочинала заняття веслуванням. Деякий час займалася тренерською діяльністю в Греції, пізніше працювала в Пловдиві вчителем фізкультури.